# 小行星6840
小行星6840（英語：6840）是一颗围绕太阳公转的小行星。1995年11月18日，上田清二、金田宏在钏路市发现了此天体。
这颗小行星的绝对星等为296.53612等。